# Татиев, Ираклий Георгиевич
Ираклий Георгиевич Татиев (16 мая 1917, Одесса, Херсонская губерния — 11 мая 1974, Ялта, Крымская область) — советский архитектор, художник.  Участник Великой Отечественной войны. Принимал участие в восстановлении и реставрации послевоенной Ялты.

## Биография
И. Г. Татиев родился в Одессе  16 мая 1917 года в семье мирового судьи. В раннем детстве лишился матери и его воспитывала тётя. В 1928 году вместе с ней переехал в Ялту. С детства увлекался музыкой, литературой и математикой. В 1939 году пробовал поступать в Московскою консерваторию. Учился в МГУ на факультет математики, но позже перевёлся в  Московский архитектурный институт. В 1941 году во время эвакуации института в Ташкент Ираклий Георгиевич оставался некоторое время в группе охраны. Был награждён медалью «За оборону Москвы».
Обучался у мастеров архитектуры, как Г. А. Захаров, П. П. Ревякин, М. О. Барщ и других. По окончании института вместе с архитектором Ольгой Константиновной Быстровой был направлен на работу во Львов. Архитекторы принимали участие в разработке проекта восстановления центральной части города Львова и его привокзальной площади. О. К. Быстрова впоследствии стала женой архитектора и его постоянным соавтором.
В 1947 году вернулся в Ялту. Работал в проектной организации «КрымНИИПроект» («Гипроград»). Был руководителем мастерской. В 1950—1960 годы принимал активное участие в восстановлении послевоенной Ялты. В конце 1960-х годов вместе с инженером В. Н. Тимофеевым восстанавливал и реставрировал уникальный объект – «Ласточкино гнездо».

## Проекты и постройки
- Спальный корпус и клуб-столовая Дома творчества писателей им. А. П. Чехова, 1956, совместно О. К. Быстровой.

 Объект культурного наследия народов РФ регионального значения. Рег. № 911720989680005 (ЕГРОКН)
- «Ласточкино гнездо» (реставрация)  Объект культурного наследия народов РФ федерального значения. Рег. № 911510364460006 (ЕГРОКН)
- Здание Ялтинского горсовета
- Дома связи
- Дом отдыха ВТО «Актёр» в Нижнем Мисхоре
- Спальный корпус санатория «Чайка» в Алупке
- Дом творчества литфонда Союза писателей в Коктебеле
- Реконструкция Набережной Ялты
- Ресторан «Бригантина» в соавторстве с О. К. Быстровой
- Выставочный зал Союза Художников в соавторстве с О. К. Быстровой
- Кинотеатр «Сатурн»
- Советская площадь в Ялте[2]

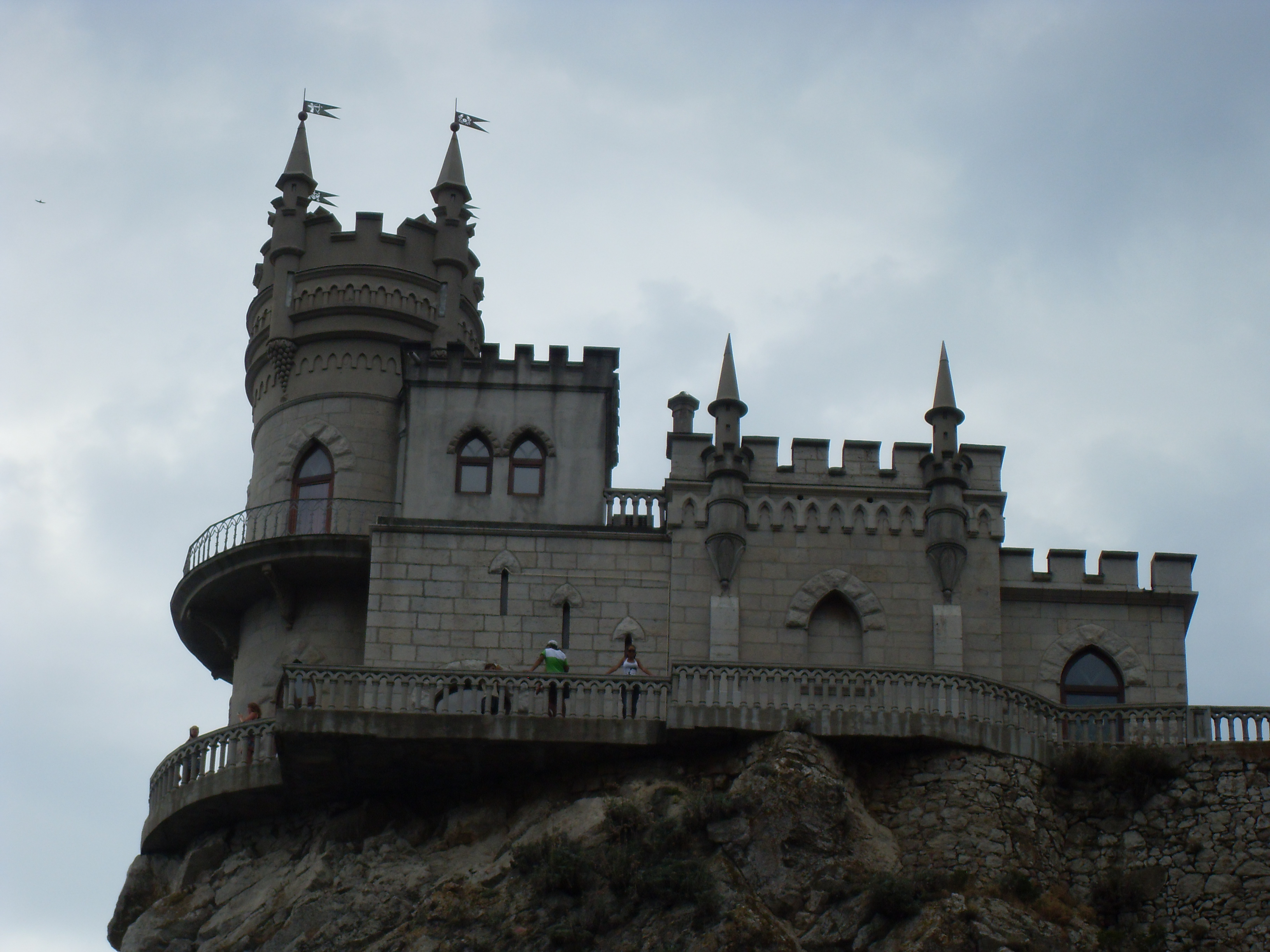
Ласточкино гнездо  Объект культурного наследия народов РФ федерального значения. Рег. № 911510364460006 (ЕГРОКН)
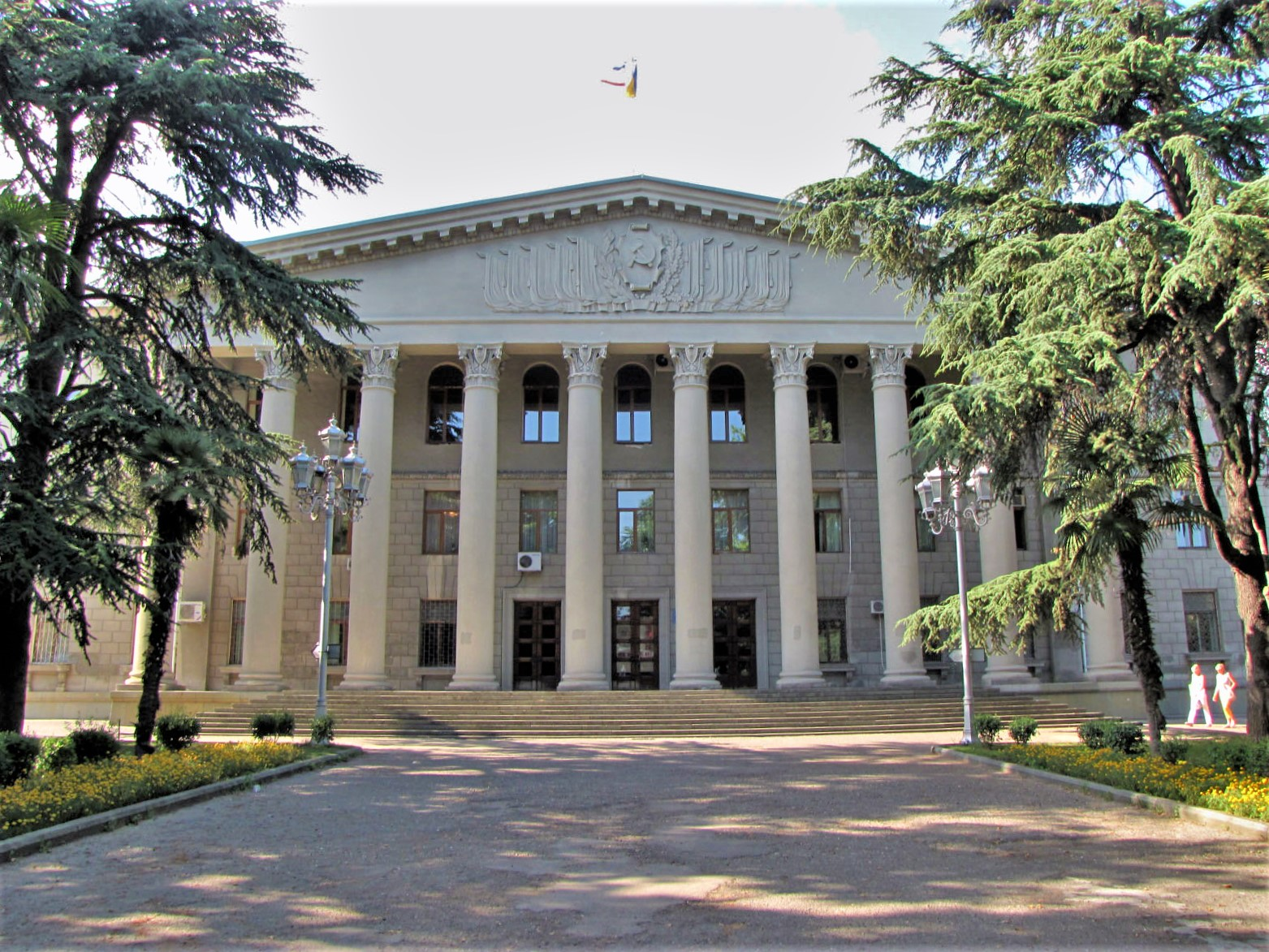
Здание Ялтинского горсовета
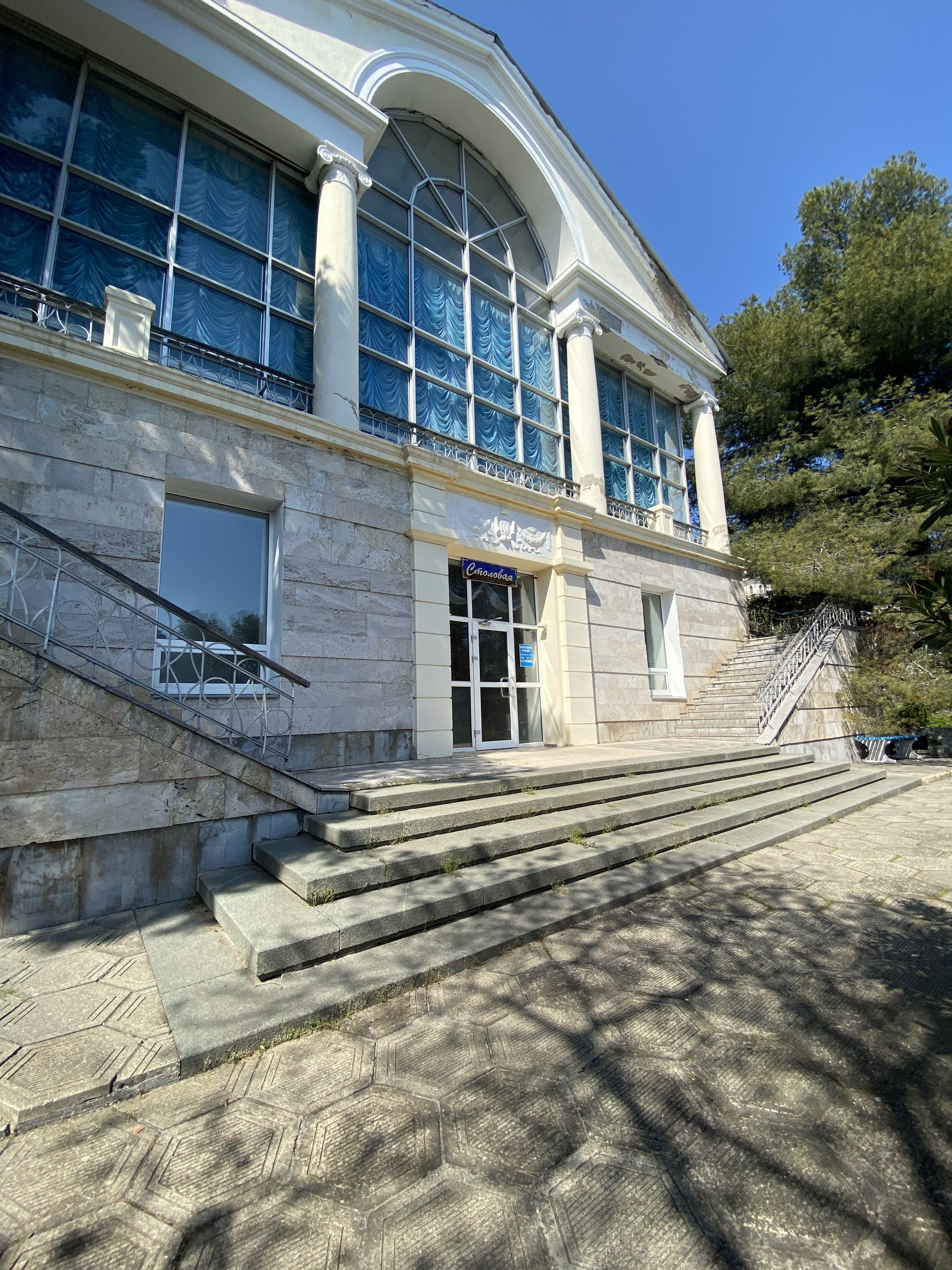
Клуб-столовая Дома творчества писателей им. А. П. Чехова, 1956, совместно О. К. Быстровой.  Объект культурного наследия народов РФ регионального значения. Рег. № 911720989680005 (ЕГРОКН)